# 岡山県立興陽高等学校
岡山県立興陽高等学校（おかやまけんりつ こうようこうとうがっこう、英: Okayama Prefectural Koyo High School）は、岡山県岡山市南区藤田にある県立の高等学校。

## 設置学科
- 農業科（2年次から下記の3類型に分かれる）
  - 作物類型
  - 野菜類型
  - 果樹類型
- 農業機械科（2年次から下記の3類型に分かれる）
  - 農業機械類型
  - 自動車類型
  - 材料加工類型
- 造園デザイン科（3年次から下記の3類型に分かれる）
  - 造園工学類型
  - 庭園施工管理類型
  - 生活環境類型
- 家政科（2年次から下記の2類型に分かれる）
  - 人間科学類型
  - 食物科学類型
- 被服デザイン科（2年次から下記の2類型に分かれる）
  - テクニカル類型
  - デザイン類型

## 沿革
- 1917年（大正6年）6月21日 - 興除村中疇興除尋常高等小学校の敷地内に岡山県児島郡興除実業学校として開校。
- 1929年（昭和4年）4月1日 - 岡山県興除農学校に改称。
- 1936年（昭和11年）4月1日 - 岡山県興除実業学校に改称。
- 1944年（昭和19年）4月1日 - 岡山県興除農学校に改称 甲種農学校となる。
- 1947年（昭和22年）12月9日 - 昭和天皇行幸。
- 1948年（昭和23年）4月1日 - 岡山県立児島農業学校に改称。
- 1949年（昭和24年）8月31日 - 岡山県立興陽高等学校に改称。
- 2022年（令和4年）4月1日 - 制服改定。

## 部活動
- 運動部 - 野球、ソフトテニス、卓球、バレーボール、サッカー、バドミントン、陸上競技、弓道、自転車競技、バスケットボール、なぎなた
- 文化部 - 吹奏楽、美術、演劇、茶道、写真、書道、華道、和太鼓、インターアクトクラブ、ダンス

## 校歌
作詞：犬飼鉄男、作曲：宮原禎次

## 所在地
〒701-0297 岡山県岡山市南区藤田1500番地

## アクセス
- JR宇野線 妹尾駅下車
- バスの場合
  - 国道30号線経由岡山-玉野・渋川方面行き両備バス「興陽高校前」停留所 徒歩8分